# Mocsári vattafarkúnyúl
A mocsári vattafarkúnyúl (Sylvilagus palustris) az Egyesült Államok délkeleti, tengerparthoz közeli részein honos nyúlfaj. Jól úszik és mindig vízközelben él. Hasonlít a vele azonos területen élő floridai üreginyúlhoz, de kisebb nála és lábai, fülei rövidebbek.

## Megjelenése

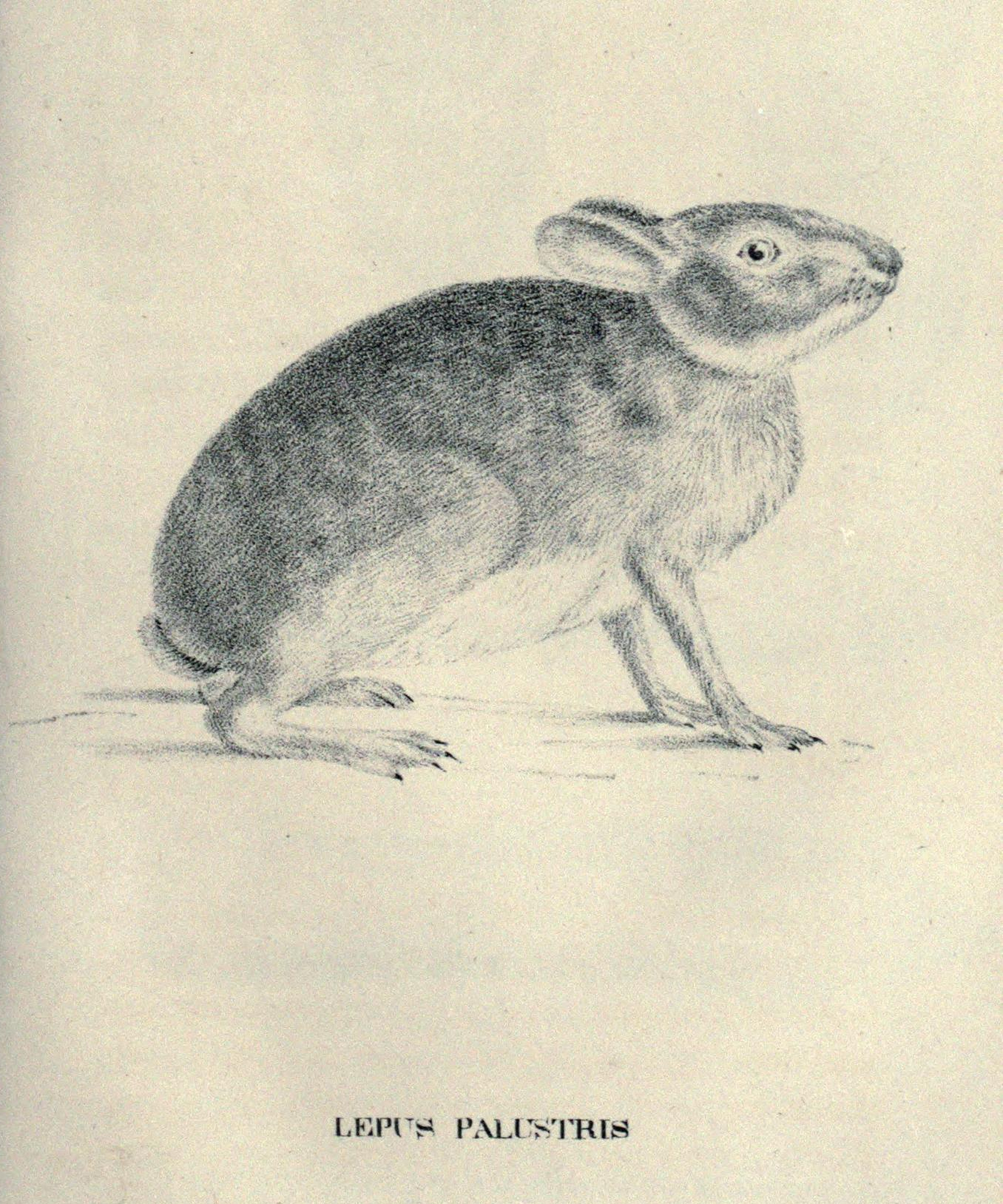
Rajza a fajt leíró tudományos közleményben (1837)

A mocsári vattafarkúnyúl kis termetű nyúlfaj, a felnőtt állatok súlya sem haladja meg az 1,6 kg-ot. A Floridai-félszigeten élő nyulak ennél is kisebbek, általában 1-1,2 kg-osak. A floridai nyulak teljes testhossza 43 cm, a kontinensen élőké pedig 44 cm.
Szőrzete a hátán fekete szálakkal kevert szürkés- vagy vörösesbarna. Évszakonként némileg változhat a színezete: tavasszal és nyáron a fekete szőrök tompaszürkékkel cserélődnek; ősszel inkább vöröses, télen pedig visszafeketedik. A floridai állatok jellemzően vörösebbek és sötétebb árnyalatúak. A hasa valamivel világosabb piszkosszürke vagy barnásszürke; a Floridán kívüli nyulak esetében fehéres is lehet.  Fülei elülső széle feketével szegélyezett. A fiatal nyulak jóval sötétebb és tompább színezetűek, mint a felnőttek.
A mocsári vattafarkúnyúl sajátossága, hogy a farka alsó oldala nem fehér, hanem barnásszürke. Dél-Floridában melanikus, teljesen fekete nyulak is előfordulnak; az ő színük nem változik az évszakokkal.
A többi vattafarkúnyúltól és a mocsári nyúltól láthatóan rövidebb fülei, farka és lábai is megkülönböztetik.
Három alfaja ismert
- karolinai mocsári vattafarkúnyúl (Sylvilagus palustris palustris) – Floridától északra, a kontinensen
- floridai mocsári vattafarkúnyúl (Sylvilagus palustris paludicola) – kisebb termetű és Floridában él
- Lower Keys-i mocsári vattafarkúnyúl (Sylvilagus palustris hefneri) – súlyosan veszélyeztetett alfaj,[1][4] amely a félsziget déli partjai mentén elhelyezkedő Florida Keys szigetcsoport egyes tagjain található

## Elterjedése
Az Egyesült Államok délkeleti részén honos. Északkeleten Virginia államig, délnyugaton az alabamai Mobile-öbölig terjed élettere. Édes- vagy brakkvizű mocsarakban, folyók mentén él, a tengertől csak ritkán található 50–60 km-nél messzebb. Dél-Floridában homokos talajú szigeteken és mangrovemocsarakban is megtalálható. Néha a dagály által elöntött sós mocsarakba is bemerészkedik, de többnyire a magasabb fekvésű részek közelében marad, ahová visszavonulhat a dagály elől. Mindig vízközelben él.

## Életmódja

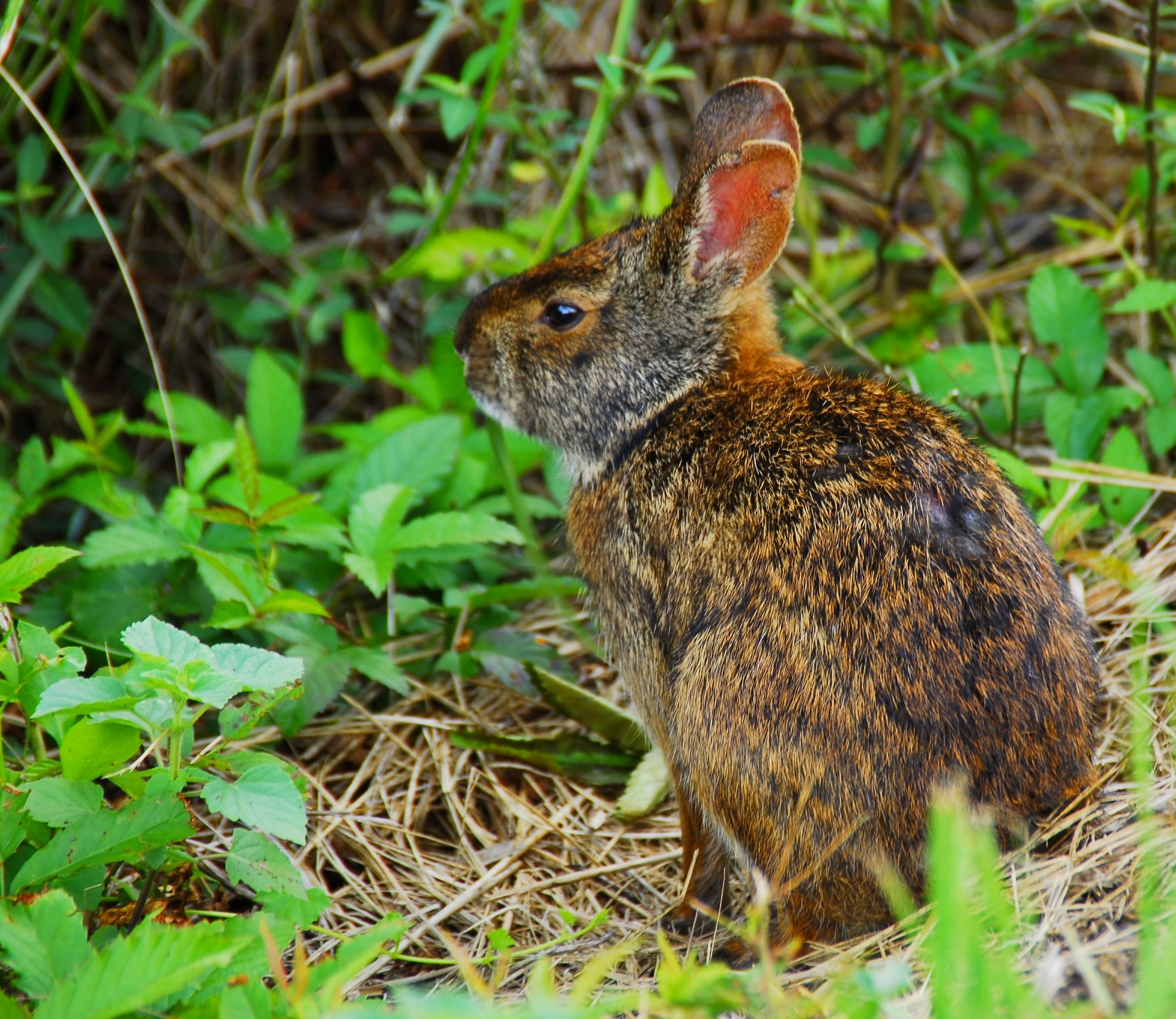

Növényevő, a mocsári növények - gyékények, kákák, sások, füvek, stb. - leveleit és gyöktörzsét fogyasztja. A többi nyúlhoz hasonlóan álkérődző. Kétféle ürüléke van, kemény és puha. A puha bogyókat újra elfogyasztja és megemészti a benne maradt tápanyagokat.
Éjszakai életmódot folytat, nappal általában rejtekhelyén (sűrű bozót, gyékénycsomók, odvas fatörzs, esetleg más állatok által vájt föld alatti vacok) pihen.  A mocsári sűrű növényzetben kijárják a saját csapásaikat, amelyeket a rajtuk elpotyogtatott nyúlbogyókról lehet felismerni.
A mocsári vattafarkúnyúl sajátossága, hogy más nyúlfajoktól eltérően nem ugrálva közlekedik, hanem váltott lábbal sétál (mint pl. a macska). Bár ugrálni is tud, a sűrű vegetációban a sétáló módszerrel gyorsabban halad. A többi nyúltól abban is eltér, hogy lábujjait jobban szétterpeszti.
Mindig vízközelben él (ellentétben pl. a mocsári nyúllal, amely erdőkben is előfordul). Kiváló úszó és habozás nélkül beveti magát a vízbe. Hátsó lábain a szőr rövidebb és a körmök hosszabbak, mint a többi vattafarkúnyúlnál; feltehetően ez segíti az úszásban. Szükség esetén a vízben rejtőzik, ilyenkor füleit hátracsapja és csak a szemei és orrlyukai látszanak ki. Rövid hátsó lábai miatt nem fut túl gyorsan, a ragadozókat gyors irányváltoztatásokkal igyekszik kicselezni. Főleg az amerikai uhu és a kékes rétihéja vadászik rá, de az aligátorok, nagyobb kígyók, rókák, hiúzok, prérifarkasok is elkaphatják.
A mocsári vattafarkúnyulak egész évben párzanak. A nőstény 30-37 napos vemhesség után 2-4 utódot hoz a világra. Évente akár hatszor is szaporodhat, így egy nőstény egy év alatt 15-20 kisnyúllal is növelheti a populációt. Utódai számára száraz füvekből, levelekből szőrrel kibélelt fészket készít, amelyet a sűrű növényzetbe rejt, többnyire nehezen hozzáférhető, vízzel körülvett helyre.

## Természetvédelmi helyzete

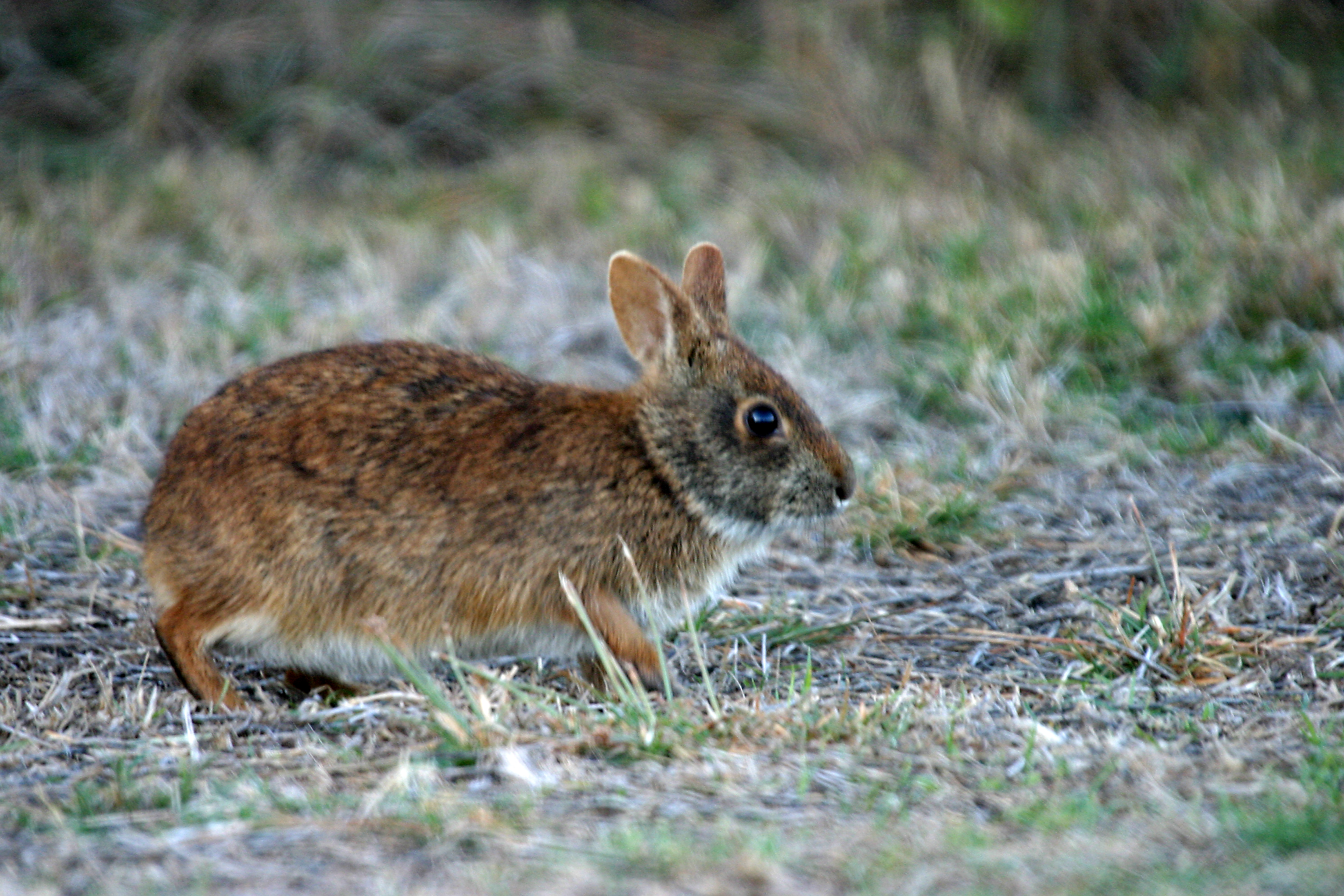

Az Egyesült Államokban rendszeresen vadásznak rá, egyes esetekben felgyújtják a száraz növényzetet, hogy kihajtsák búvóhelyéről. Dél-Karolinában a vadászidény november 27-től március 2-ig tart és napi öt nyúl elejtése engedélyezett. Rágásával kisebb károkat okozhat a mezőgazdasági területeken, bár a dél-floridai cukornádültetvényeken pusztítása jelentős is lehet.
A Természetvédelmi Világszövetség Vörös listáján nagy elterjedési területe és népes populációi miatt nem veszélyeztetett státusszal szerepel. A S. p. hefneri alfaj azonban kritikusan veszélyeztetett.

## Fordítás
- Ez a szócikk részben vagy egészben  a   Marsh rabbit című angol Wikipédia-szócikk ezen változatának fordításán alapul.  Az eredeti cikk szerkesztőit annak laptörténete sorolja fel. Ez a jelzés csupán a megfogalmazás eredetét és a szerzői jogokat jelzi, nem szolgál a cikkben szereplő információk forrásmegjelöléseként.